# Old Faithful Inn
L'Old Faithful Inn è un albergo situato nel Parco nazionale di Yellowstone adiacente al geyser Old Faithful da cui prende il nome: è il principale esempio dello stile National Park Service Rustic.

## Storia
A seguito dell'incendio che distrusse l'Upper Geyser Basin Hotel, noto anche come Shack Hotel, la Yellowstone Park Company, società affiliata alla Northern Pacific Railway, aveva l'obbligo di costruire un hotel a meno di un miglio dal geyser Old Faithful. Venne presentato un progetto redatto dall'architetto A.W. Spalding nel 1898, in uno stile tipico dell'epoca; nonostante fosse stato approvato, i lavori non ebbero mai inizio.

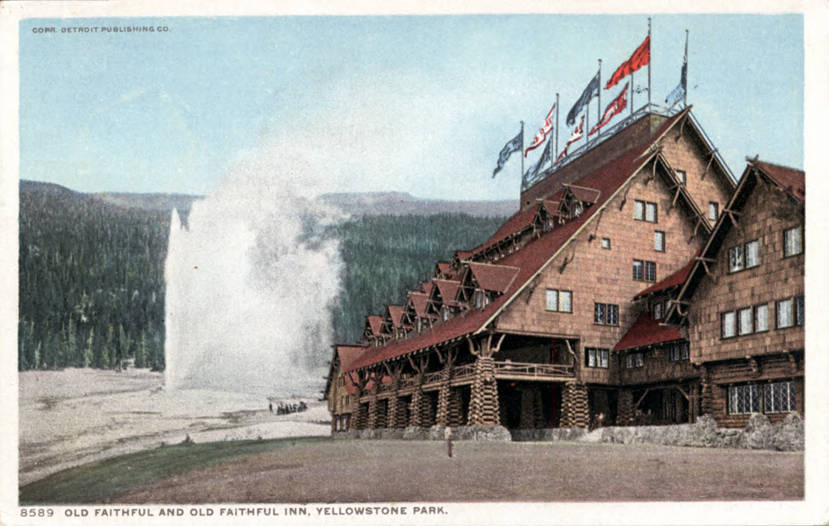
L'albergo con il geyser in una cartolina degli anni 1910

Nel 1902 venne presentato un nuovo progetto, questa volta da Robert Reamer: l'architetto venne assunto da Harry W. Child, presidente della Yellowstone Park Company, il quale lo aveva incontrato a San Diego attraverso conoscenze in comune. I lavori di costruzione ebbero inizio all'inverno del 1903, anno in cui si ebbe la visita da Theodore Roosevelt, per terminare nel 1904, quando venne inaugurato: il costo dell'opera fu di circa 140 000 dollari a cui se ne aggiunsero altri 25 000 per gli arrendi interni; al momento dell'inaugurazione vantava già luce elettrica e calore sviluppato grazie al vapore. Questa prima costruzione prenderà poi con il tempo il nome di Old House. Per la costruzione la maggior parte dei materiali venne ricavata all'interno del parco: in particolare i tronchi provenivano da una segheria posta a circa 13 chilometri a sud, mentre le pietre da una cava nei pressi di Craig Pass.
Reamer seguì anche i lavori di ampliamento: nel 1913 fu aggiunta l'ala est, nel 1922 venne ingrandita la sala da pranzo, mentre tra il 1927 e il 1928 venne costruita l'ala ovest e ampliata la facciata. Nel 1923 alloggiò nelle camere dell'Old Faithful Inn Warren Harding, nel 1927 Calvin Coolidge e nell'autunno del 1937 Franklin Roosevelt; inoltre, seconda la trazione, una bufera di neve colpì la zona dell'Old Faithful Inn il 25 agosto all'inizio del XX secolo: invece di lamentarsi del fatto di essere isolati, si racconta che gli ospiti avessero approfittato dell'occasione per festeggiare il Natale ad agosto. Nel 1936 alcune riprese del film Yellowstone vennero effettuate all'interno dell'hotel.

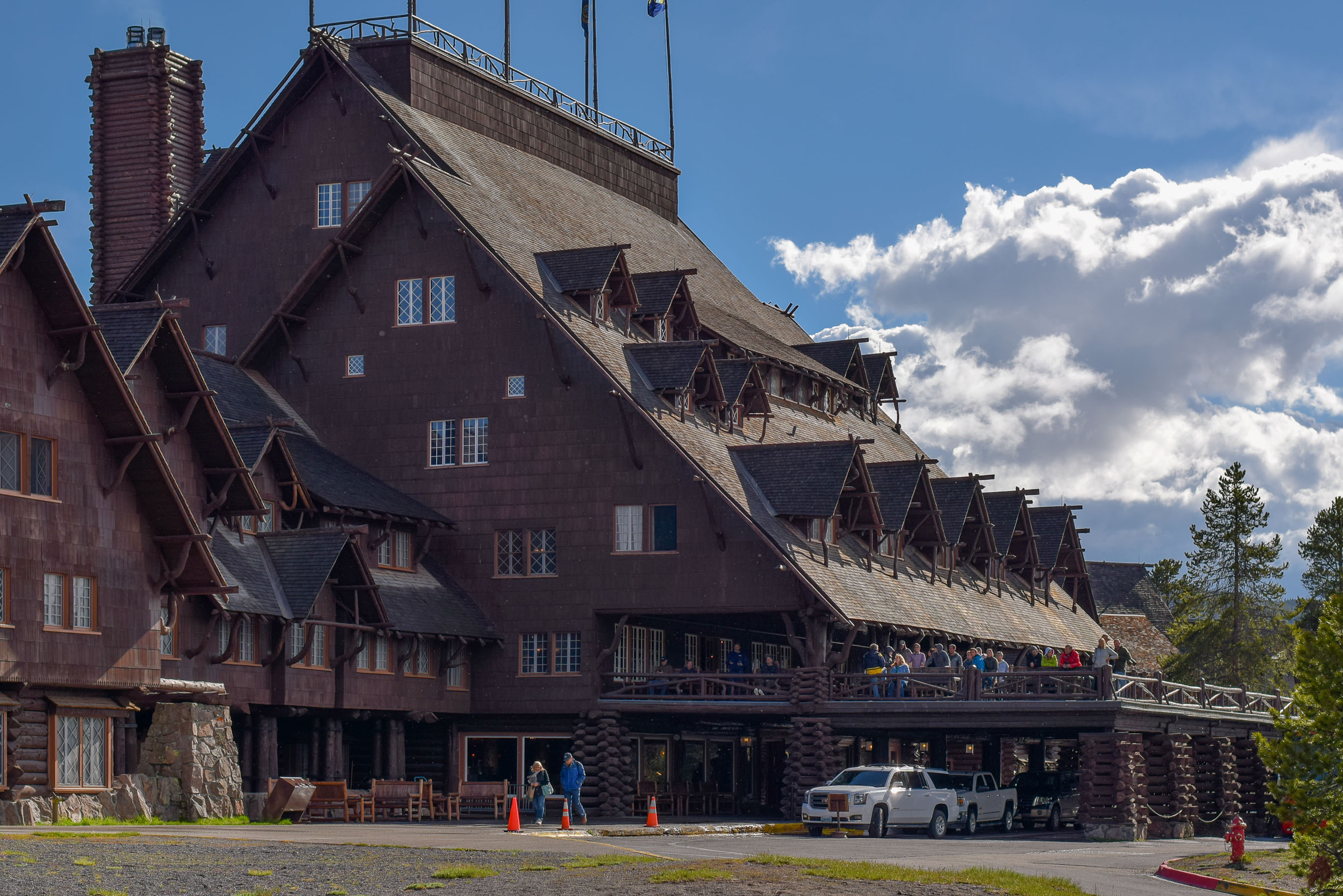
L'ingresso

Durante la seconda guerra mondiale, così come tutti gli altri alberghi del parco, la struttura restò chiusa. Nel 1940 vennero restaurati i tronchi, liberandoli dagli scarabei che infettavano le cortecce degli alberi. Nel 1948 fu aggiunto un sistema antincendio automatico e porte tagliafuoco. A seguito del terremoto del lago Hebgen che si verificò il 17 agosto 1959, l'hotel subì danni alle fondamenta, ai piani superiori e danneggiamenti sia al camino della hall che a quello della sala da pranzo, provocandone il parziale crollo della canna fumaria: tuttavia all'interno dell'Old Faithful Inn non si registrano morti o feriti. Nel 1966 i tronchi furono puliti e riverniciati.
Il 23 luglio 1973 venne iscritto nel National Register of Historic Places. Il camino della sala da pranzo fu ricostruito nel 1985. Il 28 maggio 1987 è entrato a far parte del National Historic Landmark. Nel 1988 l'albergo fu minacciato da un incendio, ma fu salvato dall'azione dei vigili del fuoco, di volontari e dell'sistema antincendio che era stato installato sul tetto l'anno precedente. Lavori di restauro si ebbero nel 1993 e nel 1994. Altri lavori si sono avuti in occasione del centenario, all'inizio degli anni 2000, con l'installazione di nuovi sistemi elettrici, idraulici e di riscaldamento, oltre alla revisione delle strutture portanti. Nel 2007 l'American Institute of Architects ha condotto una ricerca sui 150 edifici preferiti dai cittadini statunitensi e l'Odd Faithful Inn si è classificato al 36º posto. È inoltre membro del National Trust for Historic Preservation, nel programma Historic Hotels of America, dal 2012.

## Descrizione

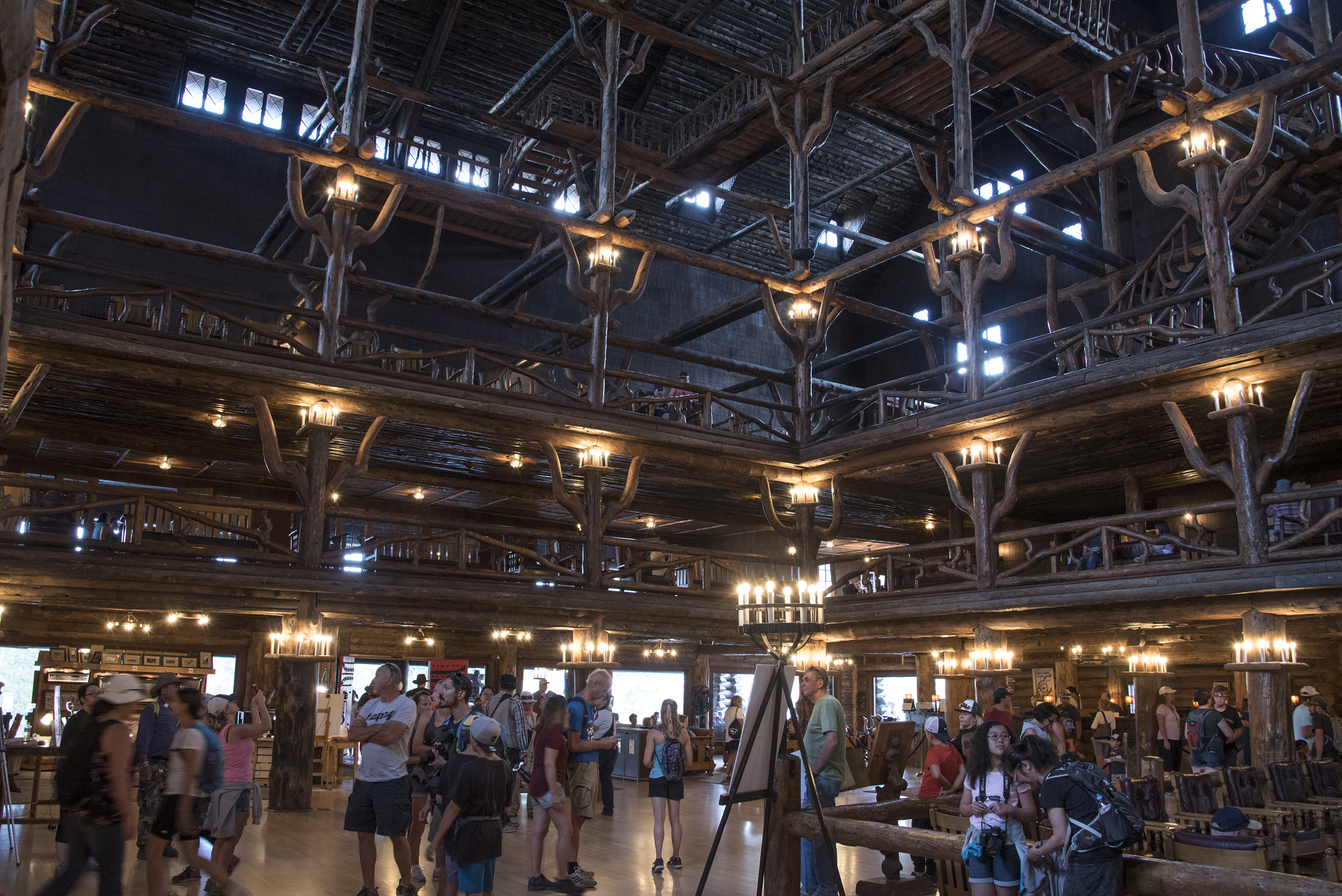
L'interno della hall

Il complesso dell'Old Faithful Inn si presenta con un corpo centrale di maggiori dimensioni e corpi laterali più piccoli: ha una lunghezza complessiva di circa 210 metri. Lo stile in cui è costruito è completamente nuovo rispetto alle altre costruzioni presenti nel parco all'inizio del XX secolo: si tratta di uno stile rustico che ha preso successivamente il nome di National Park Service Rustic e che ha influenzato il resto delle costruzioni della riserva, soprattutto a partire dagli anni 1920. La struttura è interamente in legno con tronchi di pino a vista (si tratta di uno degli ultimi hotel realizzato con tronchi ancora in attività negli Stati Uniti), mentre la pietra utilizzata è la riolite.
L'ingresso presenta un portico sormontato da una terrazza che permette di osservare le eruzioni dell'Old Faithful e di altri geyser; l'altra facciata invece affaccia sul Firehole River.
Superato l'ingresso si accede alla hall contraddistinta da un unico ambiente aperto. Sono presenti due livelli di balconate che si affacciano internamente alla hall: la balconata inferiore corre lungo tutto il perimetro della sala, quella superiore solamente lungo i lati delle facciate. Dalla balconata superiore una scala conduce ad una piattaforma dove in origine suonavano dei musicisti per intrattenere gli ospiti; dalla piattaforma un'ulteriore scala porta al tetto della hall utilizzata come terrazza panoramica ma che un tempo ospitava proiettori per illuminare l'Old Faithful di notte. Il tetto è a spiovente e presenta degli abbaini, anch'essi a spiovente, alcuni dalla pura funzione decorativa. Nell'angolo sud-est della hall, al centro, è presente un camino, dotato di quattro focolai, uno per ogni lato, con una grande canna fumaria in pietra; sulla parete nord del canna fumaria è presente un orologio in ferro: altri oggetti in ferro decorano l'ambiente e furono realizzati da una ferramenta chiamato Colpitts. Concludono le decorazioni della sala alcuni tronchi dalle forme più disparate che si adattano all'aspetto rustico dell'hotel.
A sud della hall si apre la sala da pranzo, anch'essa con tetto a spiovente, dall'inclinazione maggiore rispetto all'ingresso, e con camino centrale con canna fumaria in pietra.
Ai lati della hall, su tre livelli, si aprono due copri laterali con le camere, che conservano il loro stile originale. Le ali est e ovest, aggiunte durante i lavori di ampliamento, sono caratterizzate da tre o quattro piani, con l'ultimo mansardato: l'ala est conta 100 camere, quella ovest 150: tuttavia gli interni non seguono lo stile della parte vecchia. Col passare degli anni molti arredi sono stati rinnovati, mantenendo però lo stile rustico tipico dell'hotel: tuttavia alcuni sono ancora quelli originali, mentre altri sono stati recuperati del Canyon Hotel prima che fosse demolito.